# 劉仲武
劉仲武，字子文，宋朝將領，秦州成紀（今甘肅天水）人。官至瀘川節度使，年七十三。贈檢校少保，謚威肅，追封英國公。子劉錡，別有傳。

## 簡介
少年為神射手，出身武舉，以射箭成就功名，升至禮賓使。在涇原為將領時，透過間諜得知西夏情報，因而與主帥意見不合，但擊敗了來犯天聖砦的夏兵。後遷皇城使、熙河都監等官，任河州知州。
崇寧三年（1104年）曾以埋伏打敗了來犯的吐蕃軍，斬殺三千人，使趙懷德、狼阿章投降。劉仲武升到進客省使、榮州防禦使。
後來追隨高永年西征，出兵救宣威。仲武要堅守，永年卻輕敵出戰，遂大敗，永年被左右所擄，送敵營投降，被殺死，挖出心肝。
徽宗大怒，御筆寫下刘仲武等十八名将领姓名，令給事中侯蒙前往秦州审讯。侯蒙到秦州，仲武等人穿着囚服候命，侯蒙告诉他们说：“你们都是有爵位的人，只要你們願意讲出实情，我不會让狱吏污辱你们。”仲武自請處分，判處發配嶺南。侯蒙向徽宗说：“汉武帝賜死王恢，還不如秦穆公赦免百里孟明；子玉被缢死，晋文公很高兴；孔明死，蜀国被轻视；现在羌人杀了我国一个都护，而让十八位将领因此而死，这是自己毁坏自己的肢体。”徽宗醒悟过来，赦免十八位將領，不予追问。
劉仲武待罪時，西夏又來攻擊，劉仲武傷了腳。朝廷同情他，任他當西寧都護。
大觀二年（1108），童貫招降西羌王子臧征仆哥，要收復積石軍（今青海瑪沁縣），邀仲武一起討論。劉仲武曰：「我們的王師進入，西羌必降；但有可能退伏巢穴，可乘其此時機攻擊。但過河的浮橋不是一下子可做成的，必須預先準備。若稟命待報，恐怕失去事機。」童貫許以便宜行事。仆哥果約降，而叫劉仲武給他一個孩子為政治人質。劉仲武就讓他兒子劉錫前去，浮橋也做成了。仲武帥師渡河，帶著仆哥回來，劉錫也回來了。童貫掩蓋仲武之功，仲武也沒有抗辯。宋徽宗遣使者拿錢去軍中獎勵，訪得仲武，叫他上朝，徽宗慰勞他說：「高永年因不聽你的話才失敗的，仆哥之降，河南平定，是你的力量。」徽宗問劉仲武有幾個兒子，劉仲武曰：「九人。」徽宗答應，只要沒有官職的，都給他們父蔭。並因高俅推薦，讓劉錫擔任閣門祗候。
仲武歷任西寧知州、渭州知州、熙州知州、秦州知州，步軍副都指揮使、熙渭都統制、徐州觀察使、保靜軍承宣使、瀘川軍節度使、後提舉明道宮，又起為熙州知州，卒於官，年七十三。贈檢校少保，謚威肅。